# Saint-Germain-des-Fossés
 Saint-Germain-des-Fossés  es una población y comuna francesa, situada en la región de Auvernia, departamento de Allier, en el distrito de Vichy y cantón de Varennes-sur-Allier.

## Demografía
| 3526 | 3529 | 3771 | 3609 | 3727 | 3686 |
| Para los censos de 1962 a 1999 la población legal corresponde a la población sin duplicidades (Fuente: INSEE [Consultar]) |      |      |      |      |      |